# Jacques Gros

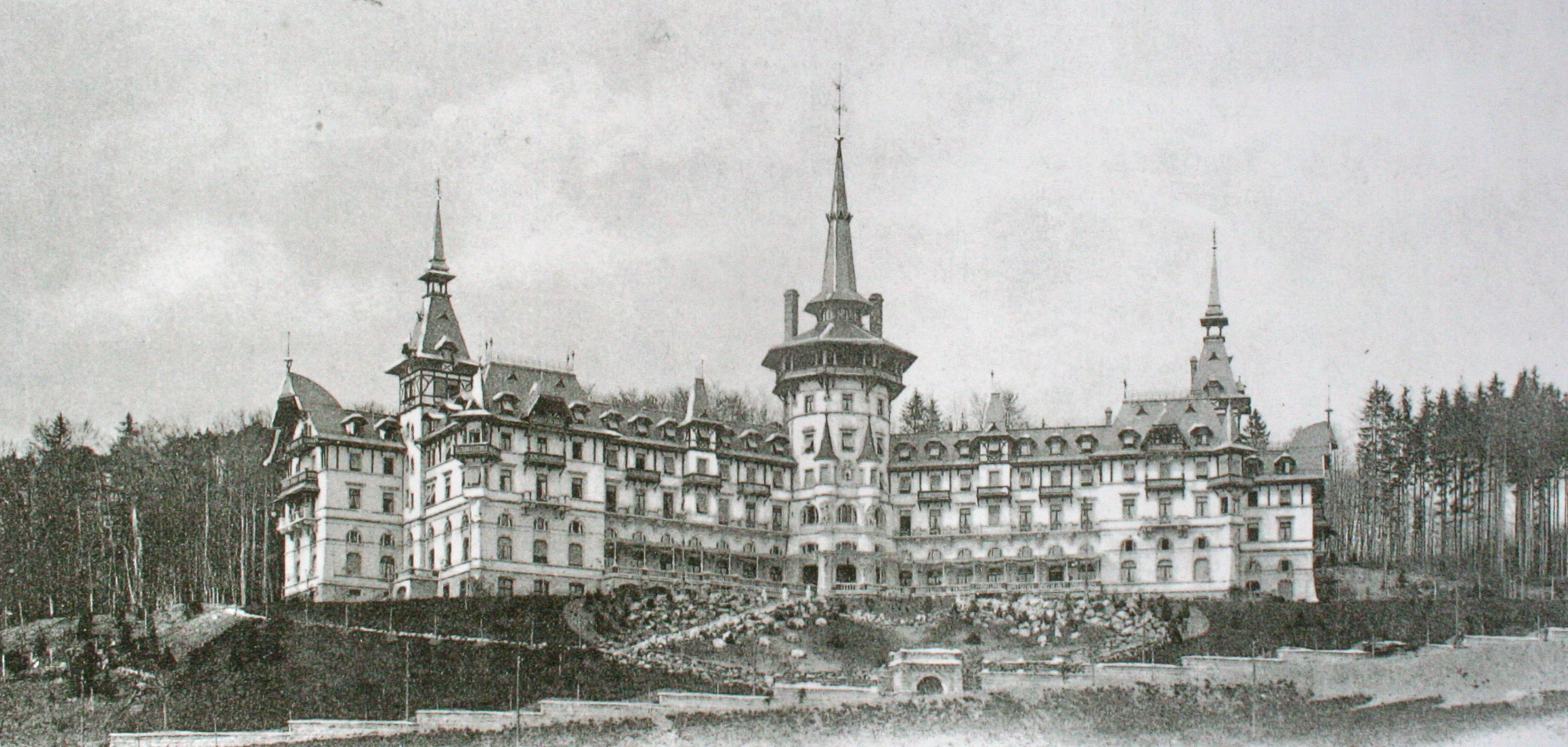
Jacques Gros: Grand Hotel Dolder um 1900

Jacques Gros (* 23. Oktober 1858 als Friedrich Jakob Gross in Landstuhl; † 18. Oktober 1922 in Meggen) war ein Schweizer Architekt des Historismus.

## Leben
Der Gärtnerssohn Jacques Gros absolvierte nach dem Schulbesuch in Basel eine Berufslehre beim Basler Baugeschäft von Rudolf Aichner. Zugleich bildete er sich an der Zeichnungs- und Modellierschule zum Zeichner aus. In seiner sechsjährigen Anstellung bei Aichner war er unter anderem 1875 mit dem Neubau des Theaters beschäftigt, daneben mit Brauerei-, Hotel-, Geschäfts- und Wohnbauten. Ab 1880 bildete er sich in Frankreich und Deutschland weiter. Von 1884 bis 1887 war er bei Nicolaus Hartmann in St. Moritz angestellt. Daraufhin war er drei Jahre bei einer Parkett- und Chaletfabrik in Sarnen. In dieser Zeit war er für Kraftwerks- und Bahnbauten auf dem neu entstehenden Bürgenstock zuständig.
In Zürich gründete er 1890 seine eigene Architekturfirma. Spezialisiert hatte er sich, von Graubünden kommend, auf den Bau von Chalets, Villen, Landhäusern, Hotels und Ausstellungshallen: 1894 war er als Chefarchitekt der kantonalen Gewerbeausstellung berufen. Sein Hauptwerk bildet das Waldhaus und Grand Hotel Dolder in Zürich. Beachtung fand auch das sogenannte Waldschloss in Waldshut. Er baute im damals beliebten Schweizer Holzstil bzw. Chaletstil und war entscheidend vom ETH-Hochschullehrer Ernst Georg Gladbach und dessen Bauernhausforschung beeinflusst und gefördert. In das Gemisch aus Waldhausromantik mit Formelementen des Berner Bauernhauses ließ er je nach Bedarf die Burgenromantik einfließen. Seine Arbeiten sind wohl auch beeinflusst durch die Neoromanik. Seine Bauten und Entwürfe, oft in malerischer Form, veröffentlichte er in verschiedenen Schriften. Von 1890 bis etwa 1907 errichtete er eine Vielzahl von Bauten aller Gattungen, jedoch traf er wohl viele geschäftliche Fehlentscheidungen.
Die Hinwendung zur Reformarchitektur, namentlich dem Jugend- und Heimatstil, gelang ihm nicht. Er war ab 1903 kurzzeitig Direktor der Schweizerischen Parkett- und Chaletfabrik in Interlaken. Ab etwa 1910 geriet er weitgehend in Vergessenheit und erhielt kaum mehr Aufträge. 1916 musste er seine Villa auf dem Zürichberg verkaufen und wurde am Ende seines Lebens Bauführer bei seinem Schwager, dem Luzerner Architekten Emil Vogt.

## Werke (Auswahl)
Bauten
- Chalet Alpenrose, Zürich 1891–92
- Chalet Ulrich Wille, Bern 1892
- Kantonale Gewerbeausstellung, Zürich 1894
- Waldhaus Dolder, Restaurant und Stationsgebäude, Zürich 1895
- Grand Hotel Dolder, Zürich 1897–99
- Villa Sonnhalde, Zürich 1899
- Heinrichshorst, Jagdschloss, Angern 1899
- Waldschloss, Brauerei und Restaurant, Waldshut 1899–1903
- Bootshaus Polytechniker Ruderclub, Zürich, 1902
- Villa Kiew, Zürich 1910–11[2]
- Chalet Spörri, Flums 1896
- Chalet Béatrice, Dolderstrasse 4, Zürich[2]
- Villa Seldwyl, Kurhausstrasse 10, Zürich[2]

Nicht realisierte Projekte
- Aussichtsturm der Zürcher Gewerbeausstellung, 1894[2]

Eigene Schriften
- Skizzen für Wohn- und Landhäuser, Villen etc. Zwei Ausgaben: Ravensburg 1897 und 1903
- Holzbauten, Chalets und verschiedene Schweizer Architekturen. Stuttgart 1901
- Album für die Chaletfabrik Kuoni & Cie in Chur. Zwei Ausgaben o. J.